# جون هاليغان جونيور
جون هاليغان جونيور (بالإنجليزية: John Halligan, Jr.)‏ هو ضابط أمريكي، ولد في 4 مايو 1876 في جنوب بوسطن ‏ في الولايات المتحدة، وتوفي في 11 ديسمبر 1934 في بيوجت ساوند في الولايات المتحدة.